# Cayey
Cayey és un municipi muntanyós de Puerto Rico situat en una vall envoltada per la Serra de Cayey i la Cordillera Central, al sud-est de l'illa. També conegut amb els noms de Ciudad de las Brumas, Ciudad del Torito i Ciudad del Coquí Dorado. Confina al nord amb el municipi de Cidra i Caguas; a sud amb Salinas i Guayama; a l'est amb Caguas, San Lorenzo i Patillas; i per l'oest amb Aibonito i Salinas. Forma part de l'Àrea metropolitana de Guayama.
Cayey es va fundar el 17 d'agost de 1773, amb el permís del governador Miguel de Muesas. El nom inicial va ser Nuestra Señora de la Asunción de Cayey de Muesas.
La Serra de Cayey és una cadena de muntanyes on es troba la Reserva Forestal Carite. El municipi està dividit en 19 barris: Beatriz, Cayey Pueblo, Cedro, Cercadillo, Culebras Alto, Culebras Bajo, Farallón, Guavate, Jájome Alto, Jájome Bajo, Lapa, Matón Abajo, Matón Arriba, Monte Llano, Pasto Viejo, Pedro ávila, Piedras, Quebrada Arriba, Rincón, Sumido, Toíta i Vegas.

## Fauna

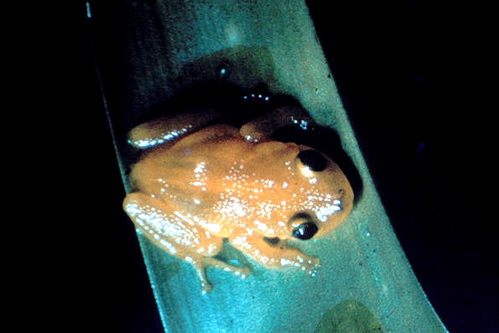
Coquí daurat, granota ubicada a la serra de Cayey

El coquí daurat (Eleutherodactylus jasperi) és una granota petita possiblement extinta de Puerto Rico. Originària de Cayey, el coquí daurat només s'ha trobat en àrees de creixement dens de Bromelia a la Serra de Cayey de Puerto Rico, entre els 647 i 785 metres sobre el nivell del mar.